# Chemical World
"Chemical World" é uma canção escrita por Damon Albarn, Graham Coxon, Alex James e Dave Rowntree, gravada pela banda Blur.
É o segundo single do segundo álbum de estúdio lançado a 10 de Maio de 1993, Modern Life Is Rubbish.

## Paradas
| Ano  | Parada                             | Posição |
| ---- | ---------------------------------- | ------- |
| 1991 | Estados Unidos - Alternative Songs | 27      |